# Rossana Rossanda
Rossana Rossanda (Pula, 23. travnja 1924.), talijanska novinarka.

## Biografija
Rossanda je rođena u Puli, tada dijelu Italije. Studirala je u Milanu gdje je bila učenica filozofa Antonija Banfija. U vrlo mladoj dobi sudjelovala je u talijanskom pokretu otpora i nakon kraja Drugog svjetskog rata učlanila se u Komunističku partiju Italije (PCI). Nakon kratkog perioda tajnik Palmiro Togliatti imenovao ju je odgovornom za kulturu u partiji. Izabrana je po prvi put u Talijansku komoru zastupnika 1963. godine.
Rossanda je trenutačno članica uređivačkog odbora u Sin Permisu. 

## Izabrana djela
- L'anno degli studenti (1968.)
- Über die Dialektik von Kontinuität und Bruch (1975.)
- Le altre. Conversazioni sulle parole della politica (1979.)
- “A Splendid Life”. Telos 44 (ljeto 1980.)
- Un viaggio inutile (1981.)
- Appuntamenti di fine secolo (1995.)
- La vita breve (Pratiche, 1996.)
- Note a margine (1996.)
- La ragazza del secolo scorso (2005.,  finalist za Premio Strega 2006.).

## Vanjske poveznice
- Class and Party
- Mao's Marxism
- Revolutionary Intellectuals and the Soviet Union
- Sartre's Political Practice